# Heterosphecia indica
Heterosphecia indica is een vlinder uit de familie wespvlinders (Sesiidae), onderfamilie Sesiinae.
Heterosphecia indica is voor het eerst wetenschappelijk beschreven door Kallies in 2003. De soort komt voor in het Oriëntaals gebied.